# Kirgizische Autonome Socialistische Sovjetrepubliek (1926-1936)
De Kirgizische Autonome Socialistische Sovjetrepubliek (Russisch: Киргизская Автономная Социалистическая Советская Республика of Kirgizische ASSR (Russisch :КиргизскаяАССР) was een autonome republiek van de Sovjet-Unie.
De Kirgizische Autonome Socialistische Sovjetrepubliek ontstond op 1 februari 1925 uit de Kara-Kirgizische Autonome Oblast, die op 15 mei hernoemd werd naar de Kirgizische Autonome Oblast. Op 5 december werd de Kirgizische Autonome Oblast hervormd tot een volwaardige socialistische sovjetrepubliek, de Kirgizische Socialistische Sovjetrepubliek.